# Савинська селищна рада
Са́винська се́лищна ра́да — орган місцевого самоврядування в Балаклійському районі Харківської області. Адміністративний центр — селище міського типу Савинці.

## Загальні відомості
- Савинська селищна рада утворена в 1959 році.
- Територія ради: 103,5 км²
- Населення ради: 6 777 осіб (станом на 2001 рік)
- Територією ради протікає річка Сіверський Донець.

## Населені пункти
Селищній раді підпорядковані населені пункти:
- смт Савинці
- с. Довгалівка

## Склад ради
Рада складається з 22 депутатів та голови.
- Голова ради: Матвієнко Юрій Миколайович
- Секретар ради: Плотнікова Ірина Іванівна

### Керівний склад попередніх скликань
| Прізвище, ім'я, по батькові      | Основні відомості                                                        | Дата обрання | Дата звільнення |
| -------------------------------- | ------------------------------------------------------------------------ | ------------ | --------------- |
| Матвієнко Юрій Миколайович       | Селищний голова, 1966 року народження, освіта вища, позапартійний        | 06.11.2015   |                 |
| Костомаров Віталій Олександрович | Селищний голова, 1974 року народження, освіта вища                       | 01.11.2010   |                 |
| Костомаров Віталій Олександрович | Селищний голова, 1974 року народження, освіта вища, член Партії регіонів | 26.03.2006   | 31.10.2010      |
| Костомаров Віталій Олександрович | Селищний голова, 1974 року народження, освіта вища, член Партії регіонів | 31.10.2010   |                 |

Примітка: таблиця складена за даними сайту Верховної Ради України

### Депутати
За результатами місцевих виборів 2015 року депутатами ради стали:

#### За суб'єктами висування
| Суб'єкт висування           | Кількість обраних депутатів | %   |
| --------------------------- | --------------------------- | --- |
| Самовисування               | 22                          | 100 |
| Партія регіонів             |                             |     |
| Комуністична партія України |                             |     |

#### За округами
| № округу                    | Прізвище, ім'я, по батькові     | Дата визнання обраним | Освіта             | Партійна приналежність | Відомості про обраного депутата                     |
| --------------------------- | ------------------------------- | --------------------- | ------------------ | ---------------------- | --------------------------------------------------- |
| Комуністична партія України |                                 |                       |                    |                        |                                                     |
| 26                          | Сіманков Геннадій Семенович     | 01.11.2010            | середня            | позапартійний          | пенсіонер                                           |
| Партія регіонів             |                                 |                       |                    |                        |                                                     |
| 5                           | Бряник Павло Дмитрович          | 01.11.2010            | середня            | позапартійний          | Савинська сел. рада, помічн. ДІМ                    |
| 6                           | Желтова Тетяна Вікторівна       | 01.11.2010            | середня спеціальна | позапартійна           | Савинська сел. рада, діловод                        |
| 7                           | Майоров Володимир Олександрович | 01.11.2010            | вища               | позапартійний          | ВАТ «Савинський цукр. завод», нач. пожежної охорони |
| 8                           | Білокудря Світлана Дмитрівна    | 01.11.2010            | вища               | позапартійна           | Савинська сел. рада, секретар ради                  |
| 10                          | Цілюрик Світлана Олександрівна  | 01.11.2010            | вища               | позапартійна           | Савинський БК, керівник гуртка                      |
| 12                          | Костомарова Ксенія Віталіївна   | 01.11.2010            | середня спеціальна | позапартійна           | ДНЗ № 1, мол. медсестра                             |
| 13                          | Бовдуй Петро Вікторович         | 01.11.2010            | середня            | позапартійний          | Савинськасел. рада, водій                           |
| 15                          | Коновалов Андрій Олександрович  | 01.11.2010            | середня спеціальна | позапартійний          | Савинське лісництво, кранівник                      |
| 20                          | Назаренко Віктор Іванович       | 01.11.2010            | вища               | позапартійний          | ВУ ЖКГ «Савинське», начальник ВУ ЖКГ                |
| 22                          | Рубан Світлана Григорівна       | 01.11.2010            | вища               | позапартійна           | Савинська сел. рада, спец. по субсидіях             |
| 23                          | Боровий Григорій Анатолійович   | 01.11.2010            | середня            | позапартійний          | Савинське лісництво, охоронець                      |
| 28                          | Ткаченко Іван Іванович          | 01.11.2010            | середня спеціальна | позапартійний          | Довгалівська загальноосвітня школа, завгосп         |
| 29                          | Янько Олена Миколаївна          | 01.11.2010            | вища               | позапартійна           | Довгалівська загальноосвітня школа, директор        |
| 30                          | Шаларь Наталія Семенівна        | 01.11.2010            | середня            | позапартійна           | Довгалівський СБК, завідувач                        |
| Самовисування               |                                 |                       |                    |                        |                                                     |
| 1                           | Лисицький Геннадій Миколайович  | 01.11.2010            | вища               | позапартійний          | приватний підприємець                               |
| 2                           | Малишко Валерій Валерійович     | 01.11.2010            | середня            | позапартійний          | Балаклійська орг.-я ОПППО, водій                    |
| 3                           | Сіменко Олександр Петрович      | 01.11.2010            | середня спеціальна | позапартійний          | пенсіонер                                           |
| 4                           | Орлов Євген Юрійович            | 01.11.2010            | середня            | позапартійний          | приватний підприємець                               |
| 9                           | Христич Євген Миколайович       | 01.11.2010            | середня спеціальна | позапартійний          | Бал. РУГУ МНС, ст. інспектор пож. служби            |
| 11                          | Горюшко Сергій Васильович       | 01.11.2010            | вища               | позапартійний          | СХІД_АВІА_АГРО, агроном                             |
| 14                          | Подколзін Ігор Іванович         | 01.11.2010            | середня спеціальна | позапартійний          | Бал ВДСО МВС, кінолог                               |
| 16                          | Шварц Наталія Миколаївна        | 01.11.2010            | вища               | позапартійна           | Савинська загальноосвітня школа № 1, вчитель        |
| 17                          | Гроза Андрій Володимирович      | 01.11.2010            | вища               | позапартійний          | приватний підприємець                               |
| 18                          | Блажко Руслан Вікторович        | 01.11.2010            | середня спеціальна | позапартійний          | тимчасово не працює                                 |
| 19                          | Кондратюк Олександр Іванович    | 01.11.2010            | середня спеціальна | позапартійний          | приватний підприємець                               |
| 21                          | Тимофієнко Василь Григорович    | 01.11.2010            | середня спеціальна | позапартійний          | Балаклійська фірма «Ліга- А», агент                 |
| 24                          | Коляда Ольга Миколаївна         | 01.11.2010            | середня            | позапартійна           | тимчасово не працює                                 |
| 25                          | Матвієнко Юрій Миколайович      | 27.12.2010            | вища               | позапартійний          | тимчасово не працює                                 |
| 27                          | Синицька Валентина Яковлівна    | 01.11.2010            | середня            | позапартійна           | Савинське лісництво, бухгалтер                      |